# Mistrzostwa Świata w Hokeju na Lodzie 2009 (III Dywizja)
Mistrzostwa Świata w Hokeju na Lodzie III dywizji 2009 odbyły się w Dunedin (Nowa Zelandia) w dniach 10–16 kwietnia. Był to 13. turniej o awans do II dywizji mistrzostw świata (wcześniej grupy C).
W tej części mistrzostw uczestniczy 6 drużyn, które rozgrywają mecze systemem każdy z każdym. Do II dywizji awansują dwie najlepsze reprezentacje.
Zawody odbywały się w hali:
- Dunedin Ice Stadium

## Wyniki
| 10 kwietnia 2009 | Mongolia | 0:5 wo. | Turcja | Dunedin Ice Stadium, Dunedin |

| Godzina: 13:00 |

| 10 kwietnia 2009 | Irlandia | 3:7 | Grecja | Dunedin Ice Stadium, Dunedin |

| Szczegóły      | Szczegóły                                                            | Szczegóły       | Szczegóły | Szczegóły                                  |
| -------------- | -------------------------------------------------------------------- | --------------- | --- | ------------------------------------------ |
| Godzina: 16:30 | M. Morrison 25:14 (EQ) M. Reynolds 50:52 (EQ) M. Morrison 54:39 (EQ) | (0:2, 1:2, 2:3) | 13:59 (PP) G. Kalyvas 19:18 (PP) D. Kalyvas 23:49 (PP) I. Apostolidis 27:24 (EQ) G. Kalyvas 43:19 (EQ) K. Adamidis 45:20 (EQ) I. Koufis 55:01 (EQ) D. Kalyvas | Widzów: 200 Sędzia główny: Fabio Lottaroli |

| 10 kwietnia 2009 | Luksemburg | 2:6 | Nowa Zelandia | Dunedin Ice Stadium, Dunedin |

| Szczegóły      | Szczegóły                                 | Szczegóły       | Szczegóły | Szczegóły                                  |
| -------------- | ----------------------------------------- | --------------- | --- | ------------------------------------------ |
| Godzina: 20:00 | B. Welter 12:55 (SH) B. Welter 33:44 (PP) | (1:1, 1:2, 0:3) | 07:27 (EQ) A. Soffer 27:52 (PP) B. Speirs 39:07 (PP) M. Oak 45:27 (EQ) D. Smith 48:13 (PP) C. Down 49:07 (PP) B. Speirs | Widzów: 780 Sędzia główny: Hideki Yamauchi |

| 11 kwietnia 2009 | Grecja | 5:0 wo. | Mongolia | Dunedin Ice Stadium, Dunedin |

| Godzina: 13:00 |

| 11 kwietnia 2009 | Irlandia | 3:8 | Luksemburg | Dunedin Ice Stadium, Dunedin |

| Szczegóły      | Szczegóły                                                                | Szczegóły       | Szczegóły | Szczegóły                                 |
| -------------- | ------------------------------------------------------------------------ | --------------- | --- | ----------------------------------------- |
| Godzina: 16:30 | A. Jackson-Wyatt 10:43 (EQ) G. Roberts 15:20 (PP) M. Morrison 56:31 (PP) | (2:2, 0:5, 1:1) | 08:04 (PP) R. Beran 18:42 (EQ) F. Schram 21:19 (EQ) Y. Dessouroux 24:35 (EQ) R. Beran 26:56 (PP) B. Welter 35:59 (PP) R. Beran 39:17 (PP) Y. Dessouroux 58:54 (EQ) F. Schons | Widzów: 180 Sędzia główny: Nigel Boniface |

| 11 kwietnia 2009 | Nowa Zelandia | 8:2 | Turcja | Dunedin Ice Stadium, Dunedin |

| Szczegóły      | Szczegóły | Szczegóły       | Szczegóły                                  | Szczegóły                               |
| -------------- | --- | --------------- | ------------------------------------------ | --------------------------------------- |
| Godzina: 20:00 | H. Argyle 00:11 (EQ) C. Eaden 10:32 (EQ) C. Eaden 24:38 (EQ) J. Hay 29:11 (EQ) H. Argyle 34:53 (PP) B. Speirs 35:51 (EQ) J. Hay 41:03 (EQ) H. Argyle 43:21 (EQ) | (2:1, 4:1, 2:0) | 00:49 (EQ) V. Toptaner 22:12 (EQ) E. Özmen | Widzów: 560 Sędzia główny: Jamie Miller |

| 13 kwietnia 2009 | Irlandia | 5:0 wo. | Mongolia | Dunedin Ice Stadium, Dunedin |

| Godzina: 13:00 |

| 13 kwietnia 2009 | Luksemburg | 4:7 | Turcja | Dunedin Ice Stadium, Dunedin |

| Szczegóły      | Szczegóły                                                                           | Szczegóły       | Szczegóły | Szczegóły                                  |
| -------------- | ----------------------------------------------------------------------------------- | --------------- | --- | ------------------------------------------ |
| Godzina: 16:30 | B. Welter 35:11 (PP) C. Mossong 52:32 (EQ) R. Beran 55:28 (EQ) F. Schons 56:50 (EQ) | (0:1, 1:4, 3:2) | 02:36 (EQ) A. Solak 20:55 (EQ) A. Solak 23:05 (SH) E. Özmen 32:03 (SH) S. Yapıcılar 38:25 (EQ) G. Taşdemir 42:00 (EQ) E. Özmen 58:41 (EQ) G. Hamarat | Widzów: 200 Sędzia główny: Hideki Yamauchi |

| 13 kwietnia 2009 | Nowa Zelandia | 4:3 pd. | Grecja | Dunedin Ice Stadium, Dunedin |

| Szczegóły      | Szczegóły                                                                       | Szczegóły            | Szczegóły                                                                   | Szczegóły                                 |
| -------------- | ------------------------------------------------------------------------------- | -------------------- | --------------------------------------------------------------------------- | ----------------------------------------- |
| Godzina: 20:00 | M. Oak 25:12 (PP) B. Speirs 36:23 (EQ) A. Soffer 56:41 (EQ) C. Eaden 61:07 (EQ) | (0:2, 2:0, 1:1, 1:0) | 11:02 (PP) G. Kalyvas 12:21 (PP) N. Papadopoulos 47:00 (EQ) N. Papadopoulos | Widzów: 610 Sędzia główny: Nigel Boniface |

| 15 kwietnia 2009 | Grecja | 2:7 | Luksemburg | Dunedin Ice Stadium, Dunedin |

| Szczegóły      | Szczegóły                                        | Szczegóły       | Szczegóły | Szczegóły                                  |
| -------------- | ------------------------------------------------ | --------------- | --- | ------------------------------------------ |
| Godzina: 13:00 | I. Apostolidis 40:42 (EQ) K. Adamidis 48:25 (EQ) | (0:3, 0:2, 2:2) | 07:08 (PP) Y. Dessouroux 12:06 (SH) B. Welter 15:20 (SH) B. Welter 33:37 (PP) T. Holtzem 37:02 (EQ) J. M. Funk 47:36 (PP)S. Minden 55:14 (PP) G. Scheier | Widzów: 180 Sędzia główny: Fabio Lottaroli |

| 15 kwietnia 2009 | Turcja | 7:1 | Irlandia | Dunedin Ice Stadium, Dunedin |

| Szczegóły      | Szczegóły | Szczegóły       | Szczegóły              | Szczegóły                               |
| -------------- | --- | --------------- | ---------------------- | --------------------------------------- |
| Godzina: 16:30 | V. Toptaner 05:18 (PP) S. Yapıcılar 06:51 (EQ) S. Yapıcılar 16:32 (EQ) E. Özmen 27:11 (EQ) Y. Halil 35:33 (EQ) S. Gümüş 45:53 (SH) G. Taşdemir 51:37 (PP) | (3:0, 2:0, 2:1) | 43:36 (PP) M. Morrison | Widzów: 170 Sędzia główny: Jamie Miller |

| 15 kwietnia 2009 | Mongolia | 0:5 wo. | Nowa Zelandia | Dunedin Ice Stadium, Dunedin |

| Godzina: 20:00 |

| 16 kwietnia 2009 | Turcja | 7:1 | Grecja | Dunedin Ice Stadium, Dunedin |

| Szczegóły      | Szczegóły | Szczegóły       | Szczegóły             | Szczegóły                                  |
| -------------- | --- | --------------- | --------------------- | ------------------------------------------ |
| Godzina: 13:00 | S. Gümüş 15:39 (PP) Y. Karakoç 42:26 (EQ) Y. Karakoç 43:07 (EQ) S. Yapıcılar 47:35 (PP) Y. Karakoç 50:23 (EQ) S. Yapıcılar 55:09 (EQ) E. Özmen 58:36 (EQ) | (1:1, 0:0, 6:0) | 18:25 (PP) G. Kalyvas | Widzów: 250 Sędzia główny: Hideki Yamauchi |

| 16 kwietnia 2009 | Luksemburg | 5:0 wo. | Mongolia | Dunedin Ice Stadium, Dunedin |

| Godzina: 16:30 |

| 16 kwietnia 2009 | Nowa Zelandia | 9:0 | Irlandia | Dunedin Ice Stadium, Dunedin |

| Szczegóły      | Szczegóły | Szczegóły       | Szczegóły | Szczegóły                                  |
| -------------- | --- | --------------- | --------- | ------------------------------------------ |
| Godzina: 20:00 | D. Harrop 10:29 (PP) S. Rout 23:34 (EQ) B. Lee 24:24 (EQ) K. C. Ball 24:59 (EQ) R. Idoine 43:17 (EQ) B. Lee 47:10 (PP) B. Speirs 49:49 (EQ) B. Lee 53:26 (SH) C. Eaden 54:07 (SH) | (1:0, 3:0, 5:0) |           | Widzów: 1210 Sędzia główny: Nigel Boniface |

## Tabela
Lp. = lokata, M = liczba rozegranych spotkań, W = Wygrane, WpD = Wygrane po dogrywce lub karnych, PpD = Porażki po dogrywce lub karnych, P = Porażki, G+ = Gole strzelone, G- = Gole stracone, Pkt = Liczba zdobytych punktów
| Lp. | Zespół        | M | W | WpD | PpD | P | G + | G - | +/- | Pkt |
| --- | ------------- | - | - | --- | --- | - | --- | --- | --- | --- |
| 1   | Nowa Zelandia | 5 | 4 | 1   | 0   | 0 | 32  | 7   | +25 | 14  |
| 2   | Turcja        | 5 | 4 | 0   | 0   | 1 | 28  | 14  | +14 | 12  |
| 3   | Luksemburg    | 5 | 3 | 0   | 0   | 2 | 26  | 18  | +8  | 9   |
| 4   | Grecja        | 5 | 2 | 0   | 1   | 2 | 18  | 21  | -3  | 7   |
| 5   | Irlandia      | 5 | 1 | 0   | 0   | 4 | 12  | 31  | -19 | 3   |
| 6   | Mongolia      | 5 | 0 | 0   | 0   | 5 | 0   | 25  | -25 | 0   |